# Альварадо, Сальвадор
Сальвадор Альварадо Рубио (исп. Salvador Alvarado Rubio, 16 сентября 1880, Кулиакан, Синалоа, Мексика — 10 июня 1924, Паленке, Чьяпас, Мексика) — мексиканский военный деятель и политик, участник Мексиканской революции и Юкатанской войны рас. Во время революции был генералом Конституционной армии под командованием Венустиано Карранса, с 1915 по 1917 год занимал должность губернатора Юкатана. Его именем назван один из муниципалитетов мексиканского штата Синалоа.

## Биография
Родился в небогатой семье, вместе с которой в восьмилетнем возрасте переехал в город Потам, Сонора.
В юности работал портовым грузчиком и помощником аптекаря, затем сумел открыть собственную аптеку и лавку в городе Кананеа. Был членом Либеральной партии Мексики, участвовал в Кананеанской забастовке.

## Революционная и общественная деятельность
К участию в Мексиканской революции присоединился сразу же после её начала 1910 году: с отрядом Франсиско Мадеро участвовал в неудачной атаке на Эрмосильо и затем, спасаясь от расстрела, бежал в Аризону.
В 1911 году вернулся и присоединился к войскам Хуана Кабрала, где получил звание майора и подполковника.
В феврале 1913 года отошёл от идей Уэрты и переметнулся к конституционалистам; Венустиано Карранса присвоил ему звание полковника и назначил командующим войсками в центральной части Соноры.
В 1914 году получил звание генерала, в июле этого же года взял город Гуаймас, но затем был предан и арестован своими же солдатами, которые присоединились к восстанию Хосе Марии Майторены против Каррансы. Находился в заключении до октября 1914 года, когда был освобождён по распоряжению Агуаскальетесского конвента, после чего вновь оказался в войсках Каррансы и служил в Пуэбло и Тласкале.
С 17 марта 1915 года до 1917 года Сальвадор Альварадо занимал пост военного губернатора Юкатана (после свержения губернатора Торибио де-лос-Сантоса войсками Каррансы).
На этой должности он ввёл несколько социальных реформ:
- принял пять кодексов, регулирующих основные сферы законодательства в штате;
- наделял бедных крестьян землёй, улучшил социальное положение индейцев-яков, многие из которых до этого фактически находились в рабстве;
- основывал учебные заведения различной направленности;
- ввёл студенческое самоуправление в университетах;
- поддерживал феминисток;
- ввёл сухой закон в штате;
- боролся с проституцией и религиозным фанатизмом.

Считается, что его деятельность способствовала развитию сельского хозяйства и образования в Юкатане.
На посту губернатора он также предпринял несколько военных операций против фактически независимого индейского государства Чан-Санта-Круз в джунглях на юго-востоке Юкатана.
После передачи в 1918 году власти преемнику, Альварадо был назначен военным комендантом всего юго-востока страны, что значительно увеличило не только военное, но и его политическое влияние: он начал рассматриваться как один из возможных кандидатов в президенты.

## Политическая деятельность
В 1919 году он, стремясь начать политическую кампанию по избранию в президенты страны, основал газету Heraldo de México. Однако из-за политических амбиций его отношения с Карранской испортились, и в итоге Альварадо на короткое время заключили в тюрьму, затем он был вынужден отправиться в изгнание в Нью-Йорк.
Вернувшись в Мексику в 1920 году, начал писать трёхтомную работу «La Reconstrucción de México. Un mensaje a los pueblos de América».
По предложению ставшего президентом Адольфо Уэрты он занял пост министра финансов, на котором находился с июня по ноябрь 1920 года.
В декабре 1923 года Альварадо поддержал Уэрту в его восстании против президента Обрегона: одиннадцать дней оборонял Окотлан, затем через Акапулько бежал в Сан-Франциско и затем в Нью-Йорк, но в скором времени вернулся в Мексику.
В марте 1924 года Альварадо возглавлял войска повстанцев на юго-востоке страны, но был разбит правительственными войсками и с небольшим отрядом сторонников отступил в Гватемалу.
10 июня из-за предательства одного из офицеров попал в засаду и был убит неподалёку от Паленке, штат Чьяпас.